# Ortenburg (Bautzen)

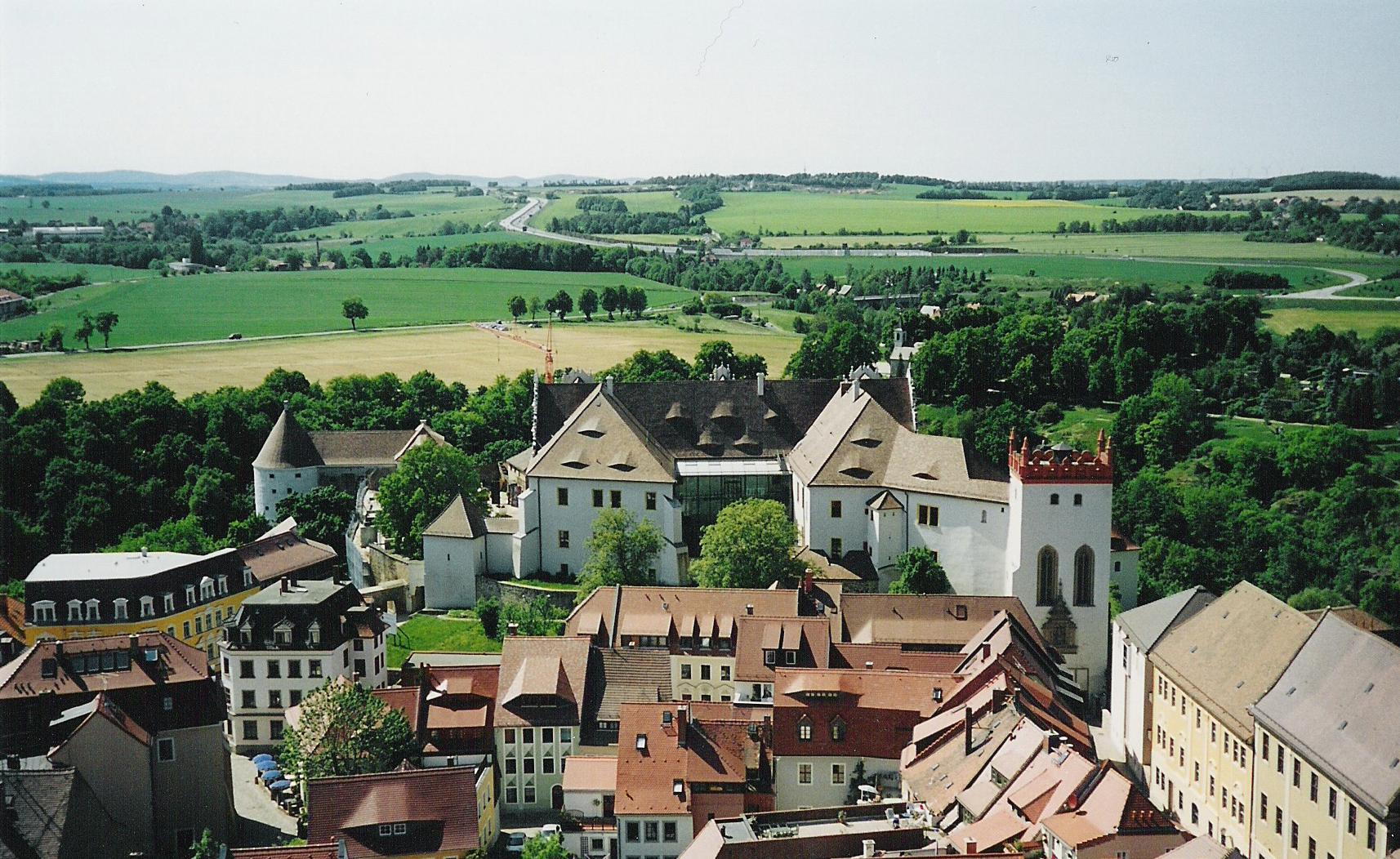
Ostseite

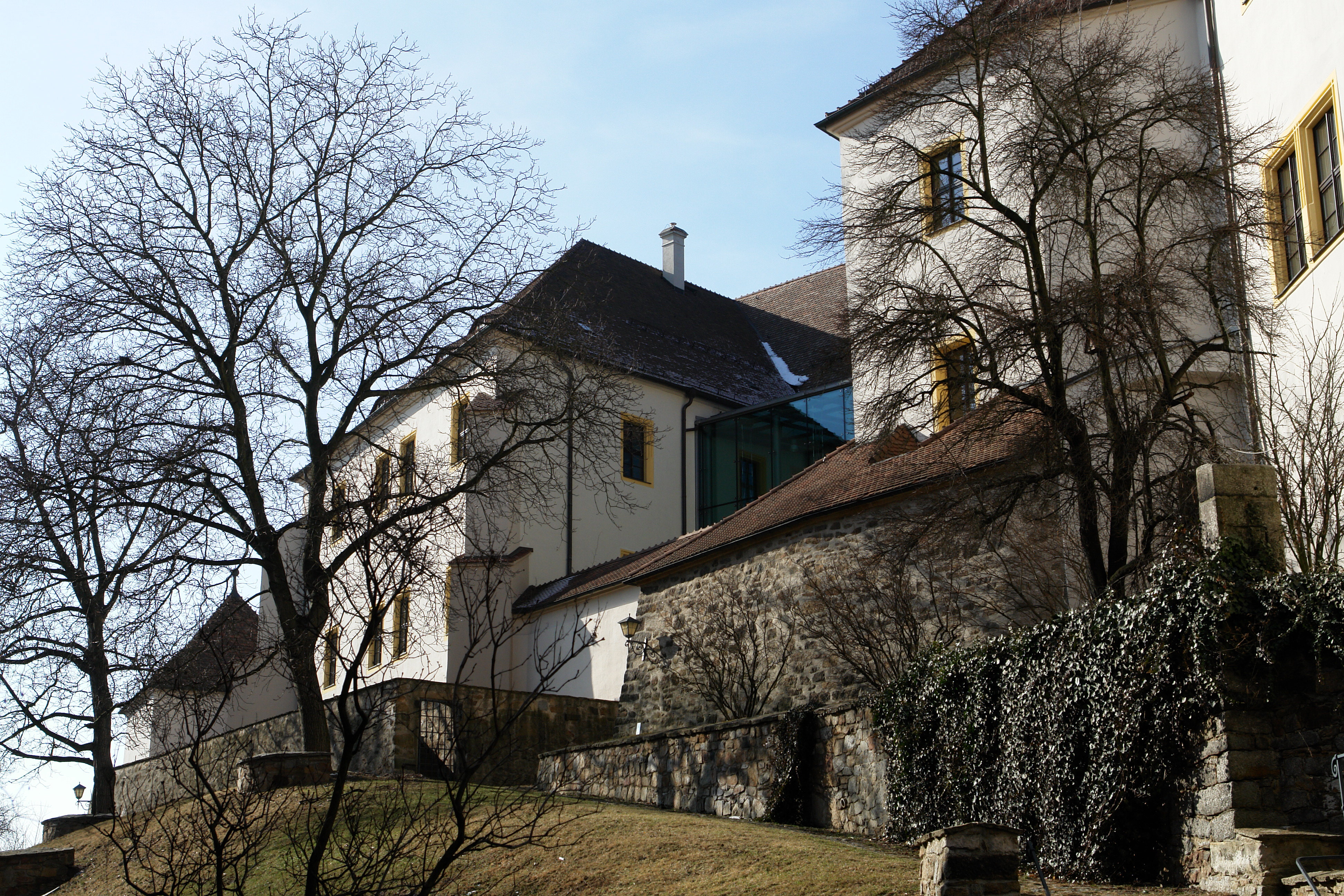
Rückansicht

Die Ortenburg, obersorbisch nur Hród (Burg) in Bautzen liegt etwa 20 Meter hoch auf einem Felssporn über dem östlichen Ufer der Spree. Als „castrum Orthenburg in Budissin“ wurde sie erstmals 1405 erwähnt. Den Namen leitet die Forschung aus der wörtlichen Verbindung mit dem mittelalterlichen Begriff „ort“ oder „ert“ für eine vorgeschobene Lage im Gelände ab. Strategische Bedeutung erhielt sie von den nahen Flussübergängen, die dort, besonders günstig zwischen den südlichen bewaldeten Bergrücken und den nördlichen oft sumpfigen Heidelandschaften gelegen, wichtige Verkehrswege in west-östlicher Richtung bündelten.
Erste Aufschüttungen und Wälle werden zwar schon für die Bronzezeit und Eisenzeit vermutet, doch ist über Gestalt und Rolle einer Burganlage in vorgeschichtlicher Zeit bisher nichts Verlässliches bekannt. Das gilt auch für die angenommene Stammesburg der Milzener. Diesem altsorbischen Stamm im Zentrum der heutigen Oberlausitz wurden um 850  dreißig Burgen zugeordnet. Dennoch wurde keine, wie sonst üblich, speziell erwähnt, als Heinrich I. (919–936), der Chronik des Thietmar von Merseburg (975/76–1018) zufolge, die Milzener „von [Meißen] aus“ in die Tributpflicht zwang, deren Siedlungsgebiet an der oberen Spree in Besitz nahm und es in das Ostfränkische Reich einbezog.
Aus Chroniken ist zu entnehmen, dass schon unter Heinrich I. mit dem Bau einer Ringmauer begonnen worden sein soll, der unter seinem Sohn und Nachfolger Otto I. (936–973), der die Mark Meißen und das Bistum Meißen gründete, beendet wurde. Tatsächlich erhielten erst mit den machtpolitischen Ansprüchen polnischer und böhmischer Herzöge, deren Herrschaftsgebiete östlich von „Milzane“ lagen, gesicherte Verbindungswege durch die Oberlausitz nach 970 zunehmend reichspolitische Bedeutung. Die Burganlage wurde unter den Markgrafen von Meißen bis zum Ende des Jahrhunderts ausgebaut und galt um 1000 als politischer Mittelpunkt der „terra milsca“, des zum Grenzgau erhobenen Milzenerlandes. Rechtlich gehörte die Ortenburg seither dem jeweiligen Landesherrn.
Vom 12. bis zum 17. Jahrhundert war die Ortenburg Sitz der Landvögte der Oberlausitz, die als Stellvertreter des Landesherren das Markgraftum Oberlausitz regierten. Dieses gehörte zu den Ländern der böhmischen Krone, bis es 1635 an Kursachsen überging. Vom Ende des 17. bis ins 19. Jahrhundert hatte das Kursächsische Oberamt in der Burg seinen Sitz. Heute ist die Ortenburg Sitz des Sächsischen Oberverwaltungsgerichtes.
Markantestes Gebäude des Burgkomplexes ist der spätgotische Matthiasturm. Vor den Toren der Festung schloss sich in östlicher Richtung das Burglehn an. In dieser Siedlung wohnten ursprünglich die Adligen, die der Burgbesatzung angehörten. Das Burglehen lag außerhalb des Bautzener Stadtrechts. Die dortigen Häuser oder Grundstücke wurden vom Landesherren als Lehen vergeben.

## Burggeschichte
Der auf drei Seiten von der Spree umflossene Felssporn, auf dem sich die Ortenburg befindet, war aufgrund dieser Lage bereits in der Bronzezeit besiedelt. Der erste Wall wurde während der Eisenzeit aufgeschüttet. Nach der Eroberung des slawischen Territoriums der Milzener durch König Heinrich I. wurde im Bogen der Spree eine Landesburg für den neuen Gau gegründet. Unter Heinrich I. wurde mit dem Bau einer Ringmauer begonnen, der unter seinem Sohn Otto I. beendet wurde. Neben der Ringmauer ließ Otto I. auf dem steilen rechten Spreeufer die Ortenburg errichten.
Im Bereich dieser ersten Ortenburg stand als vermutlich älteste christliche Einrichtung der Oberlausitz eine Marienkapelle, vermutlich in Gestalt einer Rotunde, deren Rektorat interessanterweise das Bistum Halberstadt innehatte. Vermutungen zufolge beruhte dieser merkwürdige Umstand auf einer Verwandtschaft der Gattin des Milzenerfürsten Dobromir mit dem Halberstädter Bischof Bernhard von Hadmersleben (923–968). Erst im Jahr 1327 verzichtete Johannes, rector capelle sancte Marie in castro BudissinensiX, auf seine Rechte an der Kapelle, deren Patronat drei Wochen vorher Albert von Nostitz an die Bautzner Stiftskirche übergeben hatte. Von Nostitz hatte das Patronat vom König von Böhmen als Lehen erhalten, vermutlich aufgrund des Amtes als Burggraf auf der Ortenburg, welches seine Vorfahren, die Edelfreien von Kittlitz innehatten. Die Entwicklung der Marienkapelle war offenbar völlig unabhängig von der späteren Burgkapelle St. Georg; schließlich wird die Kapelle nach späteren Kriegseinwirkungen aufgegeben worden sein. Die Erinnerung an die Kapelle, die wegen ihrer Form auch „Judentempel“ oder „Götzentempel“ genannt wurde, lebt in der Sage von der Bautzener Venus weiter, welche aus dem christlichen Gotteshaus eine Kultstätte für eine (erfundene) heidnische Göttin machte. Aller Wahrscheinlichkeit entstand die Sage im Zuge der Reformation.
Nach jahrelangen Streitigkeiten um den Besitz der Oberlausitz wurde dort 1018 der Frieden von Bautzen zwischen dem Heiligen Römischen Reich und Polen geschlossen. 1158 fiel die Oberlausitz als Lehen an Böhmen. Das „Castrum Budissin“ (die Bautzener Burg) wurde als ihr Verwaltungszentrum angesehen.
Die erste namentliche Erwähnung der Ortenburg stammt aus dem Jahr 1405.
Vom Ende des 13. bis zum ausgehenden 17. Jahrhundert war die Burg Sitz des Landvogts. 1326 wurde mit „Johannes de Boudissin“ erstmals das auf der Burg Dienst tuende Ministerialengeschlecht von Baudissin erwähnt. Vom Ende des 17. bis ins 19. Jahrhundert beherbergte sie die Oberamtsregierung der Oberlausitz, heute ist dort das Sächsische Oberverwaltungsgericht. Auch das Sorbische Museum ist in einem Gebäude der Ortenburg untergebracht.
Der zweite Hoftaschenspieler am kursächsischen und polnischen Hof zur augusteischen Zeit, Baron Gottfried Schmiedel, war 1754 als Adjunktus (Stellvertreter) des erstmals 1708 eingesetzten Bettmeisters der Burg und von 1755 bis zu seinem Tod im Juli 1756 als „Schloß-Inspector“ ernannt worden. Von ihm stammt ein Gedicht aus dem Jahr 1754 über die Ortenburg, welches auch die Geschichte der Oberlausitz bis 1635 nachzeichnet.

## Bau

### Hauptgebäude
Über die frühe Gestalt der Ortenburg ist nichts Verlässliches bekannt. Zudem hatten die Belagerung Bautzens durch die Hussiten 1429 und 1431 und wiederkehrende Brände der ursprünglichen Burganlage so schwere Schäden zugefügt, dass sie als Verwaltungszentrum, an dem sowohl die Landstände wie auch der Landesherr interessiert waren, kaum mehr funktionierte. Deshalb ließ der ungarische König Matthias Corvinus (1443–1490), der sich 1479 erneut die böhmischen Kronländer, darunter die heutige Oberlausitz, gesichert hatte, durch seinen Landvogt Georg von Stein (vor 1430–1497) die verfallenen älteren Baulichkeiten weitestgehend abreißen und zwischen 1483 und 1486 ein dreiflügeliges Hauptgebäude mit Torturm, dem Matthiasturm, von Grund auf neu erbauen; die spätgotische Bauweise ist hier noch bestens erkennbar. Erst aus kursächsischer Zeit sind Planungen überliefert, das schmucklose Hauptgebäude als regionale Residenz auszubauen. Umgesetzt wurden davon lediglich bis 1662 der sogenannte Stucksaal und 1698 die großen markanten Renaissancegiebel nach Plänen von Martin Pötzsch. Anspruchsvollen Wohnzwecken diente das Gebäude aber letztlich nie. Zwischen 1832 und 1932 hatte hier der Kreishauptmann als oberste Regierungsbehörde für die sächsische Oberlausitz seinen Sitz. Und im April/Mai 1945 zog sich sogar noch der örtliche Kommandant der deutschen Wehrmacht vor der anrückenden Roten Armee in die Burg zurück. Zuletzt nutzten neben den Büros verschiedener Firmen auch zwei Archive die Räumlichkeiten. Angesichts seiner historischen Bedeutung wurde eine Rekonstruktion das nach 1945 baulich etwas vernachlässigten Gebäudes in den 1990er Jahren begonnen und 2002 mit der feierlichen Übergabe an das Sächsische Oberverwaltungsgericht abgeschlossen.
Die Stuckdecke im gleichzeitig erneuerten Stuck- oder Audienzsaal gilt heute als einmalig in der „sächsischen Kulturlandschaft“. Der Gedanke, im ersten Obergeschoss ein Kammergemach als repräsentativen Raum einzurichten, kam wohl im Frühjahr 1657, als der sächsische Kurfürst Johann Georg II. (1613–1680, Kurfürst seit 1656) anlässlich seiner Huldigung als Markgraf der Oberlausitz mit großem Gefolge in Bautzen weilte. Das finanziell recht anspruchsvolle Vorhaben setzte schließlich der seinerzeitige Landvogt, der Standesherr auf Muskau Curt Reinicke von Callenberg (1607–1672), wohl auf eigene Kosten durch die italienischen Stuckateure Giovanni Cometa und Giulio Vanetti um. In neun Szenarien wird ein landesherrlicher Anspruch des Hauses Wettin auf die Oberlausitz abgeleitet, der mit Karl dem Großen beginnt und den auch die zwischenzeitliche Bindung an die Krone Böhmen nicht aufgehoben hätte.
Die Idee für das Bildprogramm wird dem historisierenden kursächsischen Kammerprokurator Benjamin Leuber (1601–1675) zugeschrieben. Überliefert ist jedoch von ihm ein umfangreiches gereimtes Lobgedicht zur Erläuterung der dargestellten Ereignisse und aufgereihten Personen. Das hatte Leuber im Frühjahr 1662 persönlich dem Kurfürsten übergeben. Die von ihm geplante, durch Anmerkungen zum Geschichtswerk erweiterte Schrift blieb jedoch seinerzeit unvollendet und ohne Titelseite gedruckt. Die unfertigen Druckbögen wurden später in der Ortenburg eingelagert. So hatte sie der „Schloß-Inspector“ Schmiedel gefunden. Als „Baron Schmiedel“, eigentlich Johann Gottfried Graf (um 1700–1756), war er ursprünglich am kursächsischen Hof als Unterhalter tätig und 1752 an die Ortenburg versetzt worden. Literarisch engagiert und umtriebig, wie er war, veröffentlichte er Leubers Text, ohne dessen Herkunft zu erwähnen, nahezu wortwörtlich 1754 unter seinem Namen und schmückte sich so mit fremden Federn.
Der öffentliche Zugang zum Stucksaal wird durch den Gerichtssitz  eingeschränkt. Ein interaktives Panorama ermöglicht dessen Besichtigung online.
Während des Dreißigjährigen Krieges wurde die Ortenburg während zweier schwedischer Belagerungen (ab 1620 und ab 1634) in den Jahren 1621 und 1639 in Brand geschossen und schwer zerstört. Bereits 1635 begann  langsam der  Wiederaufbau. Nach 1648 wurde die Burg  vollständig aufgebaut, wobei 1672 erst die Hälfte des Daches gedeckt war. Den Abschluss fand dieser Bauabschnitt im Jahr 1698 mit der Vollendung der drei markanten Renaissancegiebel. Diese wurden 1698 nach Plänen von Martin Pötzsch erbaut. Mit dem Wiederaufbau der Burg wurde das Hauptgebäude zur Stadtseite hin mit starken Mauern bewehrt. Vor diesen Mauern befand sich der Burggraben, woran noch heute der Straßenname Schloßgraben erinnert.
Durch das Matthiastor war die Burg von der Schloßstraße her zugänglich. Neben dem Matthiasturm gehört zu den auffälligen Teilen der Verteidigungsanlagen auch der Burgwasserturm. Ursprünglich befand sich noch am südlichen Ende der zur Stadt hin gewandten Mauer ein Wehrturm, der jedoch im 17. Jahrhundert in sich zusammengestürzt war und nicht wiederaufgebaut wurde. 1649 wurde das im nördlichen Teil der Burg befindliche Hofrichterhaus fertiggestellt.
In der Mitte des Burghofes befindet sich ein ca. 16 Meter tiefer Burgbrunnen, der aus dem Felsen gemeißelt wurde. Dieser Brunnen wurde ausschließlich von Sammelwasser gespeist, weshalb der Burgwasserturm zur Versorgung der Besatzung erforderlich war.
Gegen Ende des 18. Jahrhunderts wurde der Burggraben aufgefüllt (1782), die Burgmauer zum Burglehn hin durchbrochen (Neues Tor), das Kornhaus an der Südmauer, ein Magazingebäude und das Salzhaus errichtet. Im Jahr 1869 wurde das Salzhaus als Schwurgerichtsgebäude neu erbaut. Das Salzhaus wird seit 1971 vom Sorbischen Museum genutzt. 1907 wurde die Mauer zur Stadt hin teilweise abgetragen.
Durch den Zweiten Weltkrieg wurden 1945 die Fronfeste des Burgwasserturms, das Magazingebäude und das Kornhaus stark beschädigt.
In den 1990er Jahren wurde die Burg saniert. 2003 wurde der Bau des neuen Burgtheaters (Puppentheater des Deutsch-Sorbischen Volkstheaters) am Platz des zerstörten Kornhauses fertiggestellt. Besonders interessant ist der hier aufgestellte Rietschelgiebel.
Von der mittelalterlichen Bausubstanz blieben lediglich der Burgwasserturm, der Matthiasturm und die Mauer erhalten.

### Matthiasturm

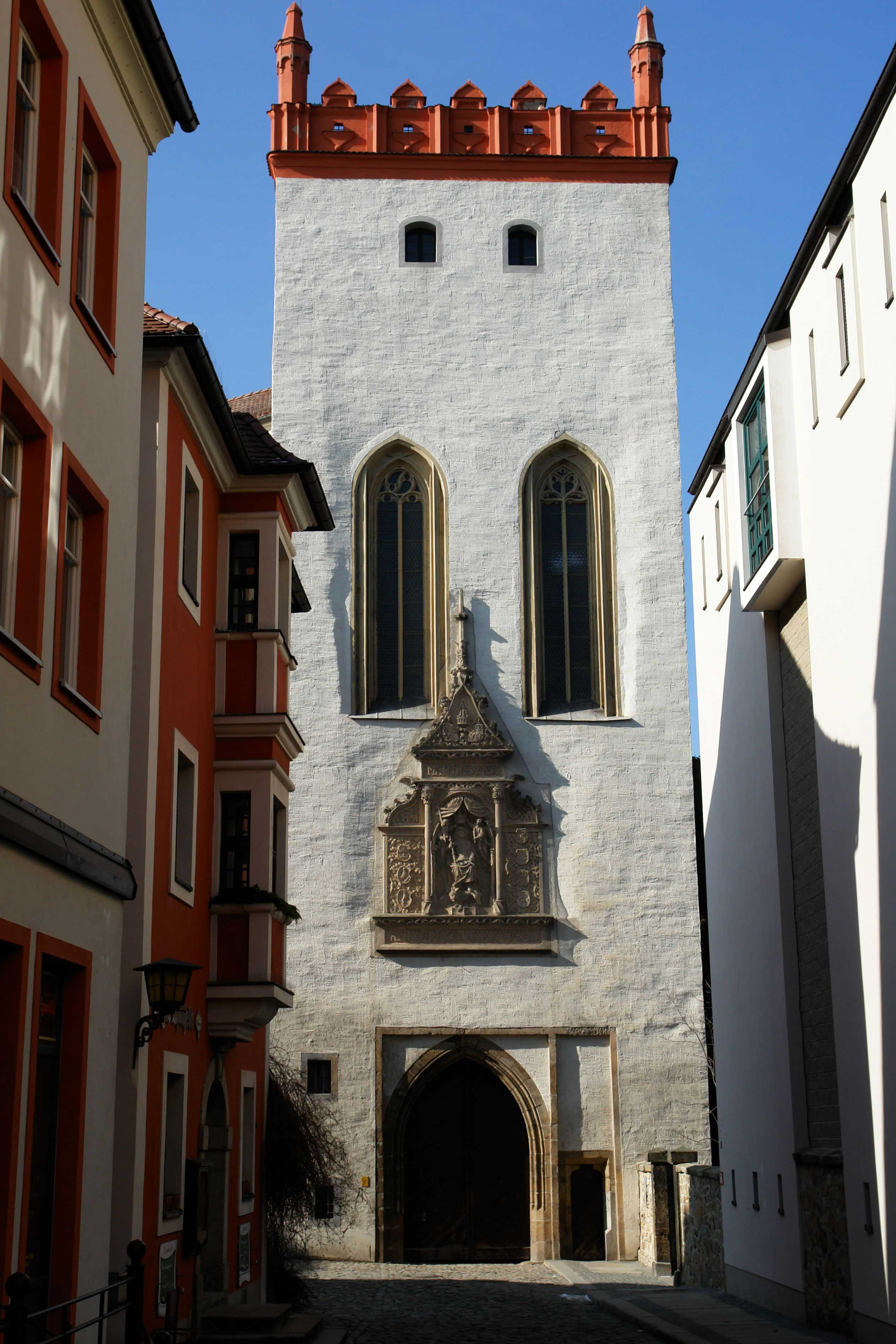
Der Matthiasturm mit den markanten Spitzbogenfenstern und dem Relief

Der Matthiasturm wurde zwischen 1483 und 1486 auf der Grundlage des Matthiastores im spätgotischen Stil erbaut. Benannt wurde der Turm nach dem ungarischen König Matthias Corvinus, welcher von 1469 bis 1490 als Landesherr der Oberlausitz im Besitz der Burg war.
Bereits vor dem Bau des Matthiasturms wurde im zweiten Geschoss des damaligen Matthiastores eine Schlosskapelle eingerichtet. Sie wurde dem Ritter Georg als Schutzheiligen geweiht und erhielt infolge den Namen St. Georgenkapelle. Während des Dreißigjährigen Krieges brannte die Schlosskapelle 1639 aus und wurde nicht wieder restauriert.
An der Stadtseite des Turms befindet sich seit 1486 ein monumentales Sandsteinrelief von Briccius Gauske, das König Matthias darstellt. Nachbildungen dieser Originaldarstellung befinden sich in Budapest (Ungarn), Szeged (Ungarn) und Kráľova Lehota (Slowakei). Im Tordurchgang ist außerdem das Prinzenwappen von Sigismund Jagiello angebracht, Landvogt der Oberlausitz von 1504 bis 1506 und späterer König von Polen.

### Burgwasserturm

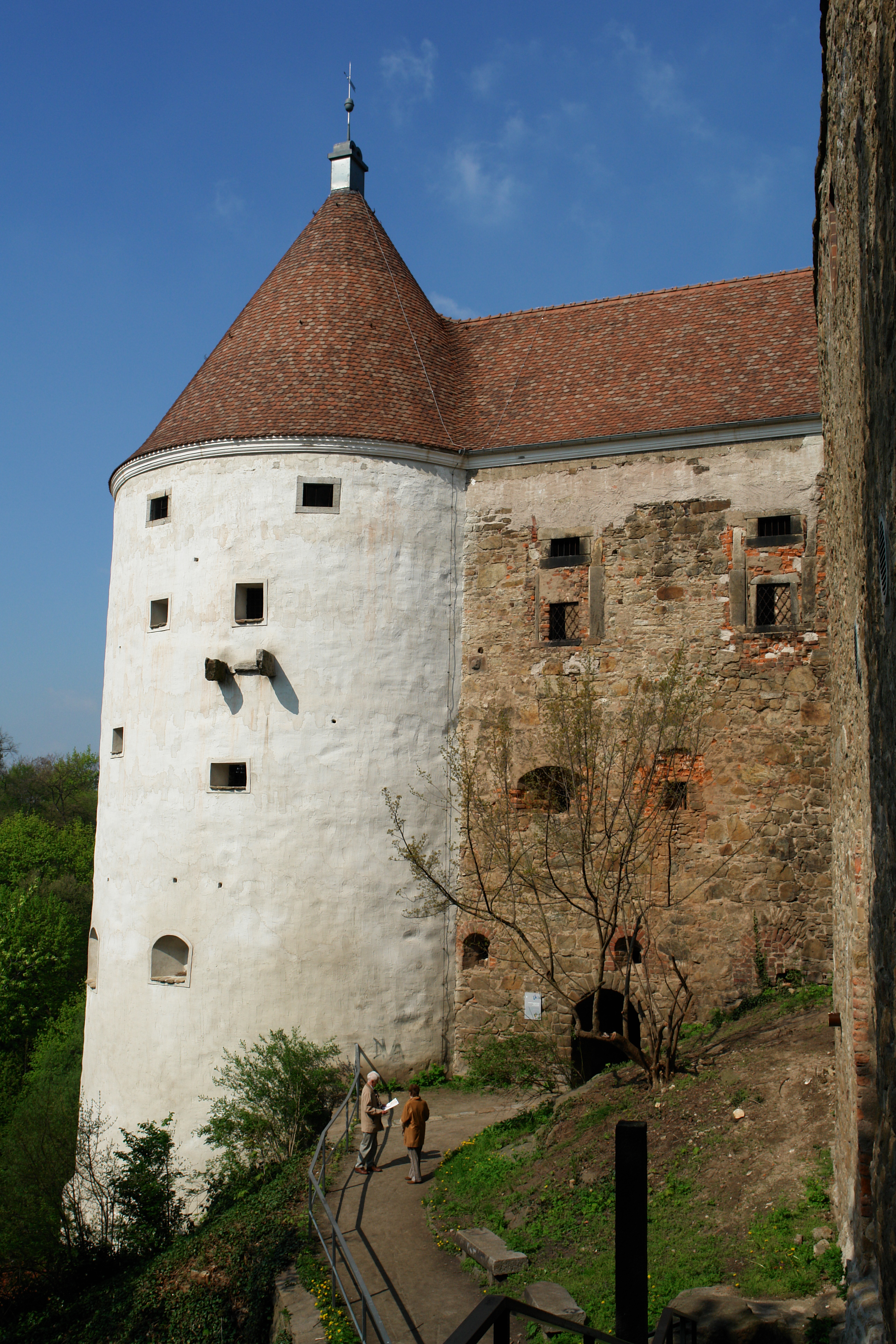
Burgwasserturm und Fronfeste

Der Burgwasserturm (obersorbisch Hrodowa wodarnja) befindet sich am äußersten Westrand des Felsplateaus, auf dem die Ortenburg erbaut ist.
Für die Burganlage hatte der Burgwasserturm zwei Funktionen zu erfüllen. Zum einen war er ein Hauptbollwerk, das vor die Burgmauer vorgeschoben ist und die Westseite der Ortenburg gegen Angreifer aus dem Spreetal sowie vom gegenüberliegenden Protschenberg schützen sollte. In seiner architektonischen Anlage ist er der Gattung der spätmittelalterlichen Batterietürme bzw. Geschütztürme zuzurechnen und als solcher eines der wenigen erhaltenen Beispiele in Sachsen. Seine zweite Funktion bestand in der Wasserversorgung der Burg, wofür es im Sockel des Turmes einen Brunnen gibt. In dieser Doppelfunktion ist der Burgwasserturm ein einzigartiges Beispiel der spätmittelalterlichen Wehrarchitektur. Der untere Teil des Burgwasserturmes stammt vermutlich bereits aus dem frühen 14., der obere Teil aus dem 15. Jahrhundert. Er ist der älteste Teil der Burganlage.
1535 wurde die Spree umgebettet, wodurch der Burgwasserturm seine ursprüngliche Bedeutung verlor. Infolge nutzte man den Turm nur noch als Verteidigungsturm. Zwischen dem Turm und dem Burghof befindet sich ein Verbindungsgebäude, das seit 1740 als Fronfeste diente. In dieser Fronfeste waren bspw. in der Zeit von 1800 bis 1803 der Räuberhauptmann Johannes Karasek und von 1813 bis 1815 der Anführer der Lausitzer Räuberbande Wenzel Kummer eingesperrt. Das Gefängnis wurde um 1900 aufgelöst. Im Zweiten Weltkrieg wurden 1945 der Innenraum und das Dach des Burgwasserturms zerstört. Im Jahr 2000 wurde das zerstörte Dach rekonstruiert.

### Hofrichterhaus
Im Zuge des Wiederaufbaus der Ortenburg wurde 1649 das Hofrichterhaus errichtet.
Neben dem Hofrichterhaus befindet sich eine Ausfallpforte die 1639 während der schwedischen Doppelbelagerung geschaffen wurde. An der Ausfallpforte beginnt der Osterweg, der den Wächtern der Fronfeste als Postenweg diente. Der Osterweg führt um die Burganlage herum zum Durchgang vor dem Neuen Tor der Ortenburg.

### Salzhaus
Das Salzhaus wurde im Jahr 1782 errichtet.
Der Grund für die Errichtung dieses Salzmagazins war eine Anordnung aus dem Jahr 1779, nach der eine Salzniederlage in Budissin errichtet werden sollte. Der Salzschank wurde im Jahr 1834 in das Bautzener Rathaus verlegt.
Im Jahr 1835 wurden in dem Gebäude die Kreisdirektion, das Königliche Kreisamt und das Königlich-Sächsische Appellationsgericht zu Budissin eingerichtet. Das Königlich-Sächsische Appellationsgericht war die oberste Justizbehörde der Oberlausitz.
1869 wurde das Gebäude umgebaut. Das Appellationsgericht wurde 1879 zum Landgericht umbenannt. Seitdem ist das Gebäude auch als Schwurgerichtsgebäude bekannt. Das Landgericht Bautzen verblieb dort bis ins Jahr 1907.
In der Zeit des Nationalsozialismus richtete die Gestapo einen Sitz in diesem Gebäude ein.
1971 wurde im Salzhaus das Sorbische Museum eingerichtet.
1986 bis 1989 wurde das Salzhaus umfassend restauriert.
Der ehemalige Verhandlungssaal des Schwurgerichts ist mit klassizistischen Wandbemalungen versehen.

## Trivia

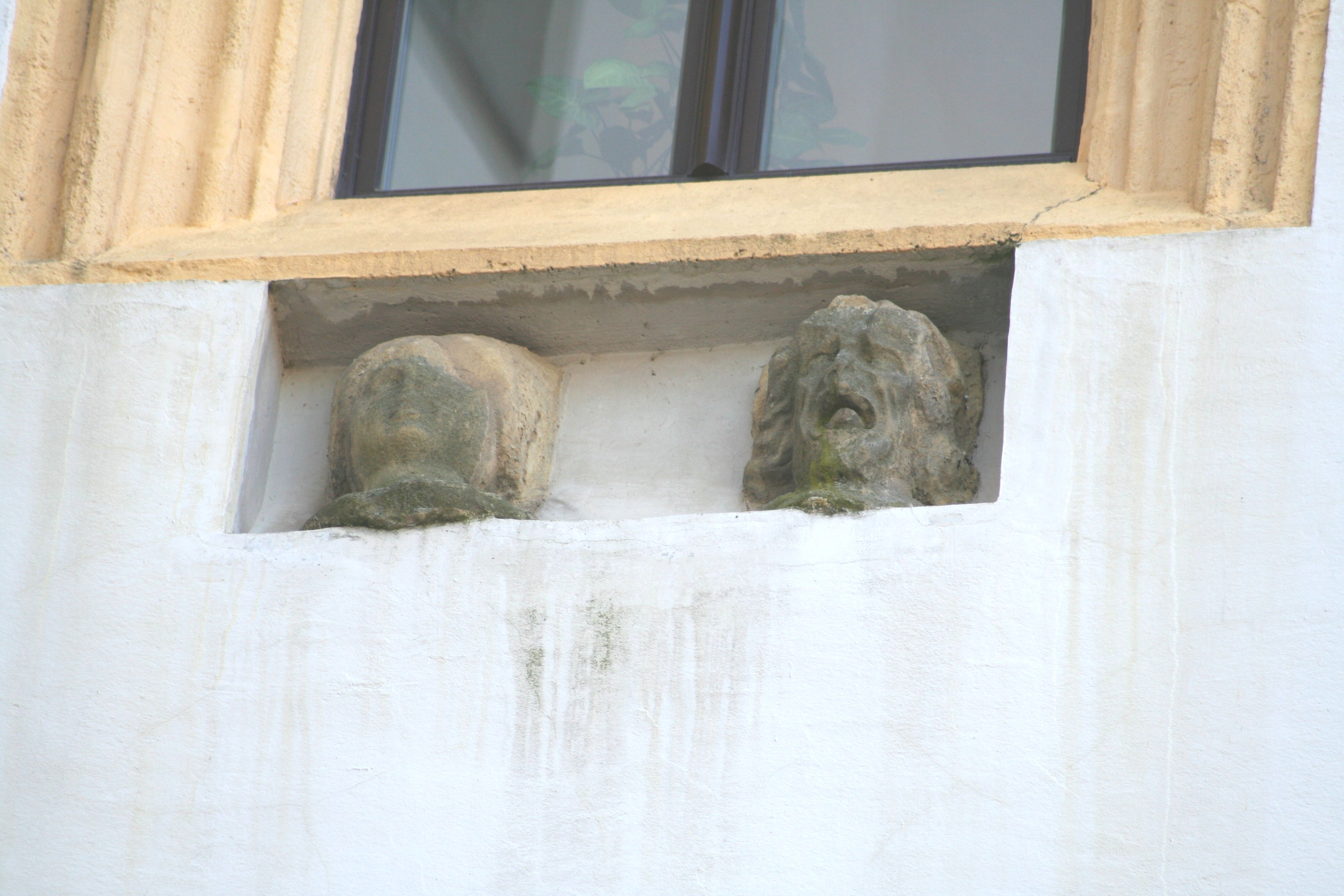
Die zwei steinernen Köpfe

Nach dem Betreten des Hofs der Ortenburg durch das Tor im Matthiasturm sieht man linker Hand in der Außenwand der Ortenburg unter einem Fenster zwei steinerne Köpfe eingemauert. Diese sind wahrscheinlich die Reste zweier Bildsäulen, die man beim Wiederaufbau der Burg in den Jahren 1483–86 im Schutt nach den schweren Bränden fand. Einer Sage nach sollen an dieser Stelle ein Mönch aus dem Franziskanerkloster in Bautzen und eine Nonne aus Prag bei lebendigem Leib eingemauert worden sein. Diese beiden sollen schon als Jugendliche eine tiefe Zuneigung zueinander empfunden haben, wurden jedoch durch ihre Eltern getrennt und in verschiedene Klöster geschickt. Dennoch fanden beide einen Weg, sich zu sehen. Nachdem die Beziehung der beiden entdeckt wurde, seien sie an der besagten Stelle eingemauert worden.

## Galerie

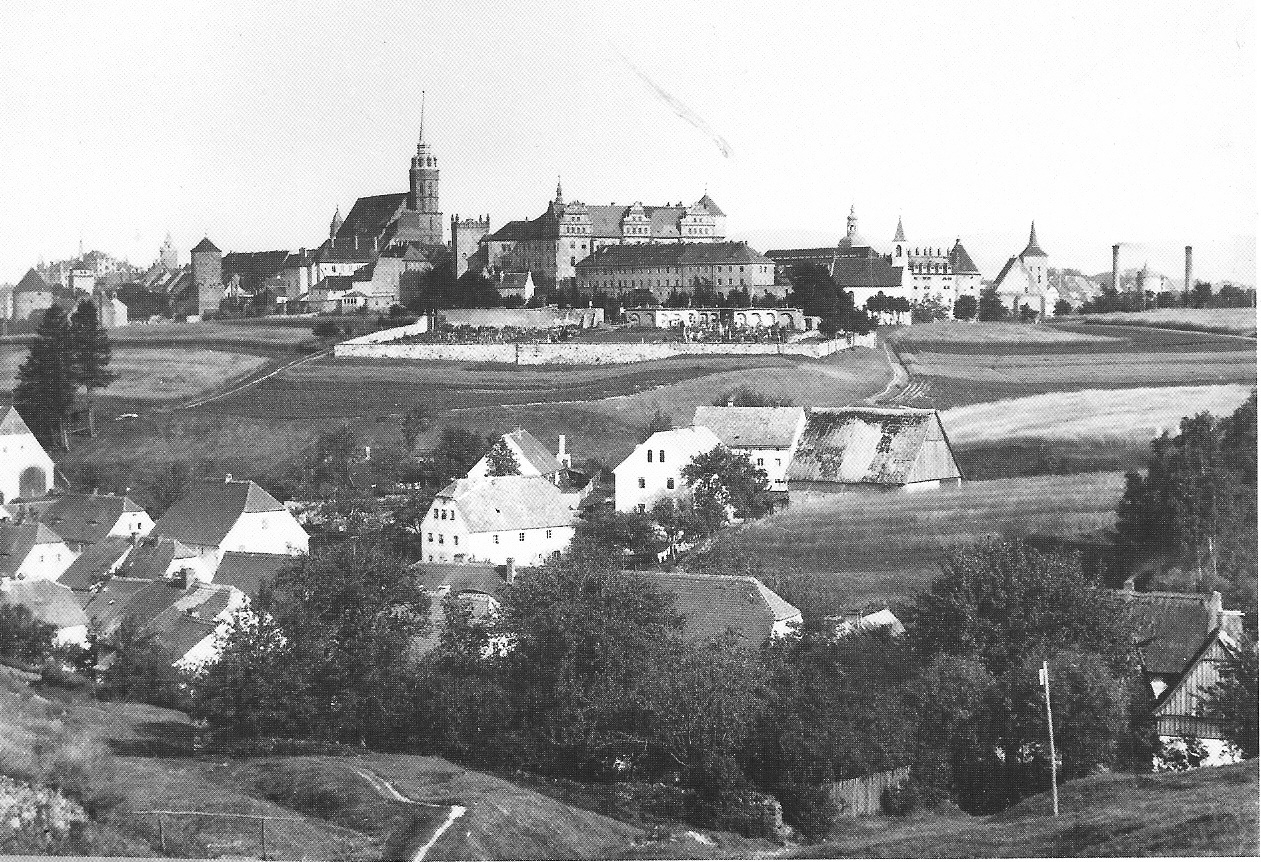
Blick zur Ortenburg vor 1892
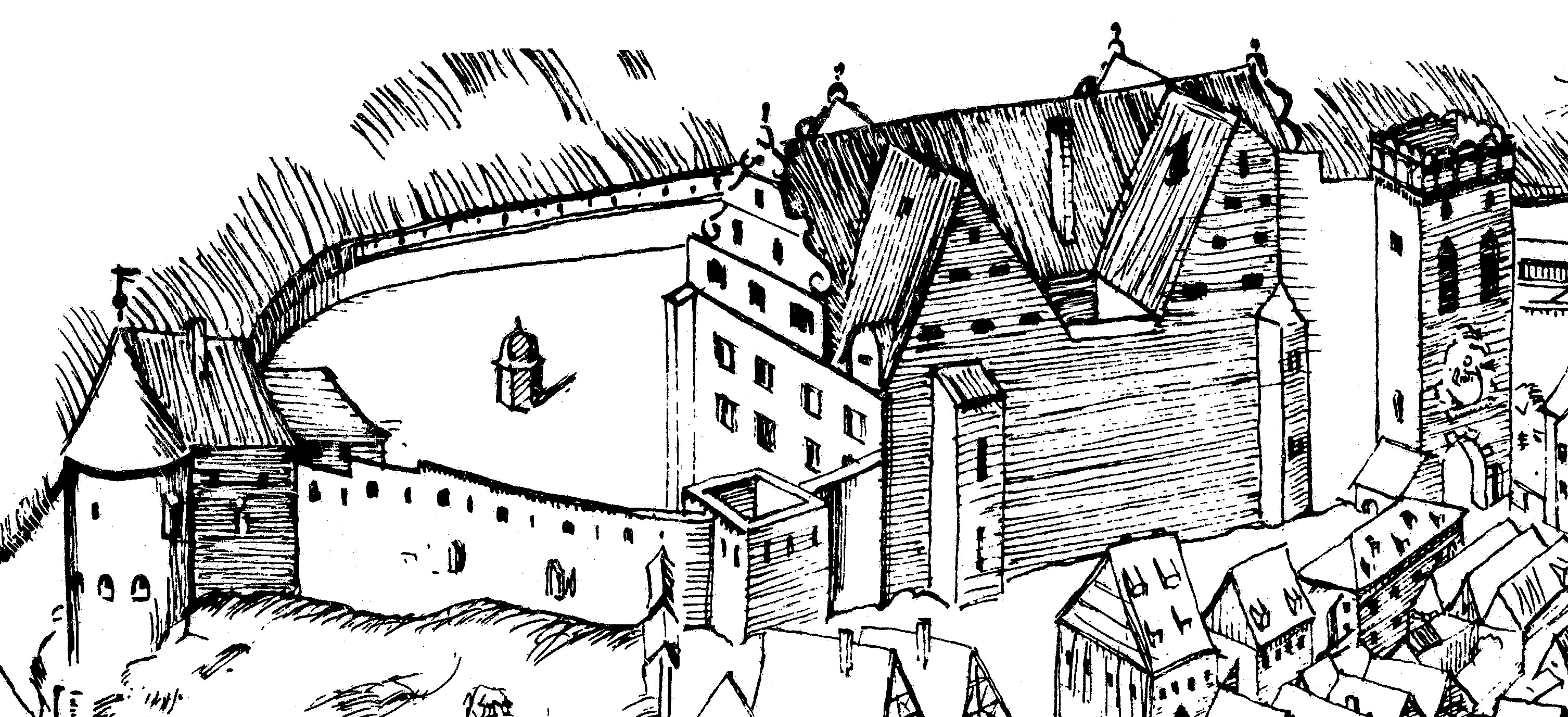
Darstellung im Schreiberplan
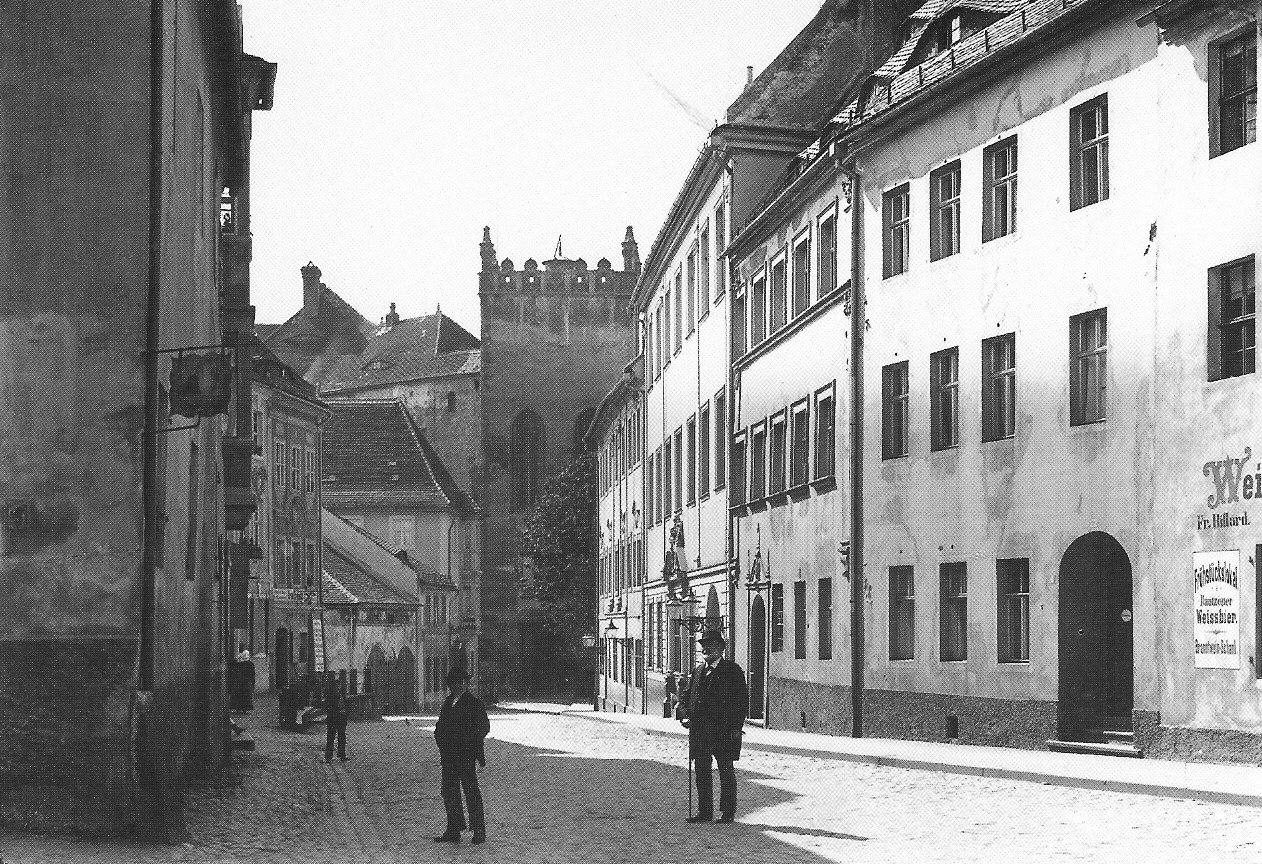
Blick zum Matthiasturm um 1900
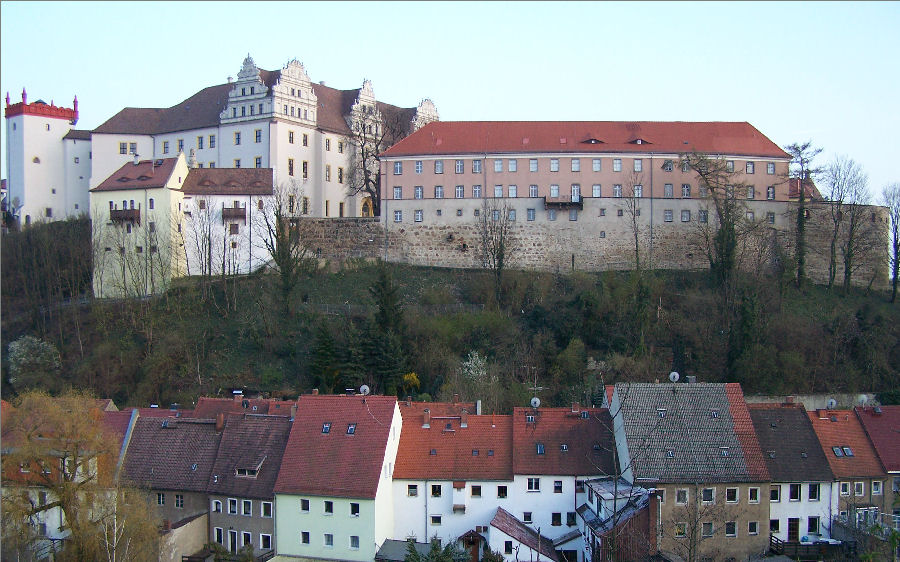
Blick vom Protschenberg auf Ortenburg mit Hofrichter- und Salzhaus
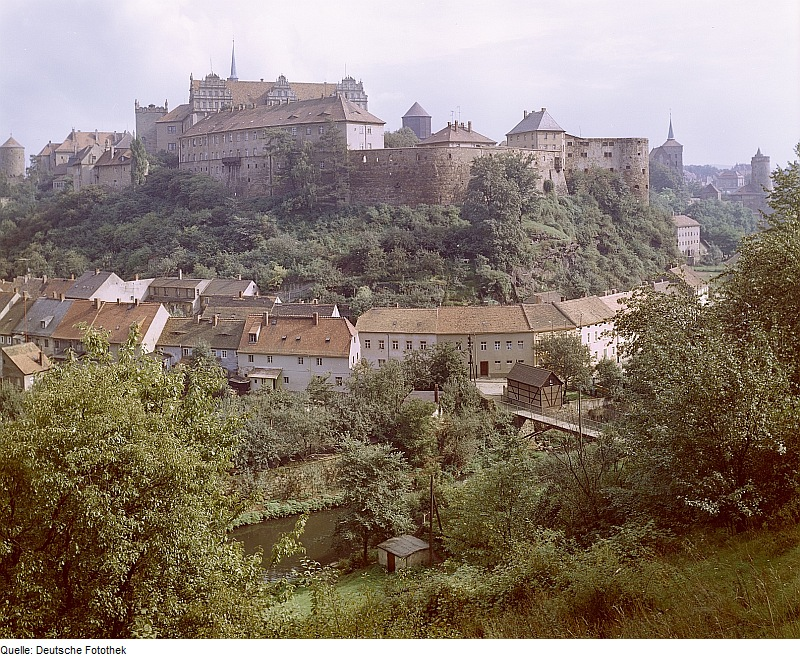
Blick aus Westnordwest, mittig im Hintergrund der Wasserturm an der Mönchskirche um 1957